# Gerard van Brandwijk (1704-1762)

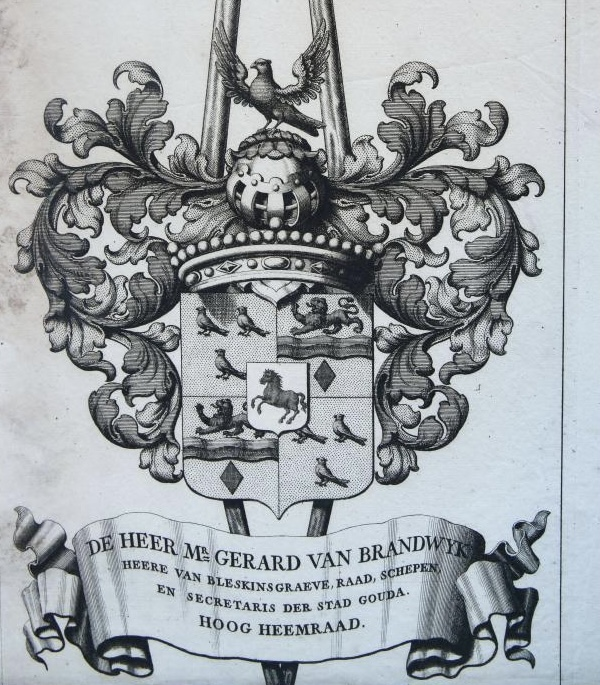
Wapen van Gerard van Brandwijk als heer van Bleskensgraaf

Gerard van Brandwijk (Gouda, gedoopt 5 december 1704 – aldaar, 10 september 1762) was raad ter Admiraliteit van Amsterdam en burgemeester van Gouda.

## Leven en werk
Mr. Gerard van Brandwijk, zoon van de Goudse burgemeester Gerard van Brandwijk, heer van Bleskensgraaf, en Agatha van der Burgh, studeerde rechten aan de Universiteit van Leiden en promoveerde aldaar in 1726. Hij trouwde in 1727 met Emmerentia Snels, kleindochter van de Goudse baljuw Melchior Snels.
In 1725 - het jaar van het overlijden van zijn vader, die zich nog voor zijn benoeming had ingespannen - werd Gerard van Brandwijk secretaris van Gouda en in 1729 werd hij gekozen tot lid van de vroedschap. De functie van secretaris vervulde Gerard van Brandwijk tot 1749. Het jaar daarop werd hij voor de eerste maal gekozen tot burgemeester. Tot het jaar van zijn overlijden zou hij nog acht keer in deze functie benoemd worden. Voor zijn benoeming tot burgemeester van Gouda vervulde Gerard van Brandwijk diverse bestuurlijke functies in de stad.
Gerard van Brandwijk behoorde tot de rijkste en meest invloedrijke regenten van Gouda in de periode 1725-1762. Hij overleed in september 1762 op 57-jarige leeftijd in zijn woonplaats Gouda.